# Tank (cantante taiwanese)
Tank, pseudonimo di Lǚ Jiàn Zhōng (cinese: 呂建中; pinyin: Lǚ Jiàn Zhōng; Taiwan, 6 febbraio 1982), è un cantautore e musicista taiwanese.
Tank è attualmente sotto contratto con la HIM International Music, che sponsorizza anche altri gruppi e cantanti famosi della portata di S.H.E, Fahrenheit e Power Station. L'album di debutto di Tank, Fighting 生存之道 (Fighting, The Law of Surviving) è stato pubblicato il 23 febbraio 2006. Il suo ultimo album, "The 3rd Round", è stato invece pubblicato il 31 marzo 2009.

## Biografia
Tank ha origini taiwanesi, sebbene suo padre provenga dall'etnia Ami e sua madre discenda da un diverso gruppo di aborigeni taiwanesi. Prima di pubblicare il suo primo album, Tank ha collaborato alla stesura di alcune canzoni di Vic Zhou e delle S.H.E, oltre quelle di altri artisti famosi. All'età di 21 anni era già popolare per aver composto più di 200 canzoni. Si diceva che sarebbe stato il prossimo idolo di grande successo dopo David Tao e Jay Chou, grazie al suo talento nel comporre canzoni, cantare e ballare.
Due canzoni da lui composte, "Romance of Three Kingdoms" (三國戀) e "Give Me Your Love" (給我你的愛), sono diventate le sigle finali rispettivamente dei drama taiwanesi Seven Swordsmen (七劍下天山) e KO One (終極一班). Un'altra sua canzone, "Tears of a Thousand Years" (千年淚), è stata usata come sigla finale delle serie televisiva The Little Fairy (天外飛仙). Il suo secondo album Keep fighting (延長比賽; Keep fighting, The Extended Battle) è stato pubblicato il 19 gennaio 2007. La canzone "Personal Angel" (專屬天使) in esso contenuta è stata usata come sigla finale del popolare Drama taiwanese Hanazakarino Kimitachihe. Più tardi, gli è stato richiesto dalla NCsoft di comporre la canzone che fa da tema al gioco per computer Guild Wars.  "Intense Battle" (激戰) fu scelta per assecondare la richiesta. Nel 2007 ha registrato una canzone col suo collega più giovane Yoga Lin, degli Xing Guang Bang, per la serie di successo Bull Fighting (鬥牛 · 要不要); la canzone porta lo stesso nome della serie.

## Discografia
| Album # | Informazioni sull'album                                                                                    |
| ------- | --- |
| Primo   | Fighting 生存之道 - Pubblicato: 24 febbraio 2006 - Etichetta: HIM International Music - Lingua: cinese     |
| Secondo | Keep Fighting 延長比賽 - Pubblicato: 19 gennaio 2007 - Etichetta: HIM International Music - Lingua: cinese |
| Terzo   | The 3rd Round 第三回合 - Pubblicato: 29 maggio 2009 - Etichetta: HIM International Music - Lingua: cinese  |